# Municipio de Bistrica ob Sotli
Bistrica ob Sotli es un municipio de Eslovenia. Su capital es la localidad de Bistrica ob Sotli. Se sitúa al este del país, en la frontera con Croacia.
En 2016 tiene 1365 habitantes.
El municipio comprende los pueblos de Bistrica ob Sotli (la capital municipal), Dekmanca, Črešnjevec ob Bistrici, Hrastje ob Bistrici, Križan Vrh, Kunšperk, Ples, Polje pri Bistrici, Srebrnik, Trebče, Zagaj